# Ubuntu (gemeente)
Ubuntu (officieel Ubuntu Local Municipality) is een gemeente in het Zuid-Afrikaanse district Pixley ka Seme.
Ubuntu ligt in de provincie Noord-Kaap en telt 18.601 inwoners.

## Hoofdplaatsen
Ubuntu is op zijn beurt nog eens verdeeld in 6 hoofdplaatsen (Afrikaans: nedersettings) en de hoofdstad van de gemeente is de hoofdplaats Victoria-Wes.
- Hutchinson
- Loxton
- Masinyausane
- Richmond
- Sabelo
- Victoria-Wes